# Kerlaugar

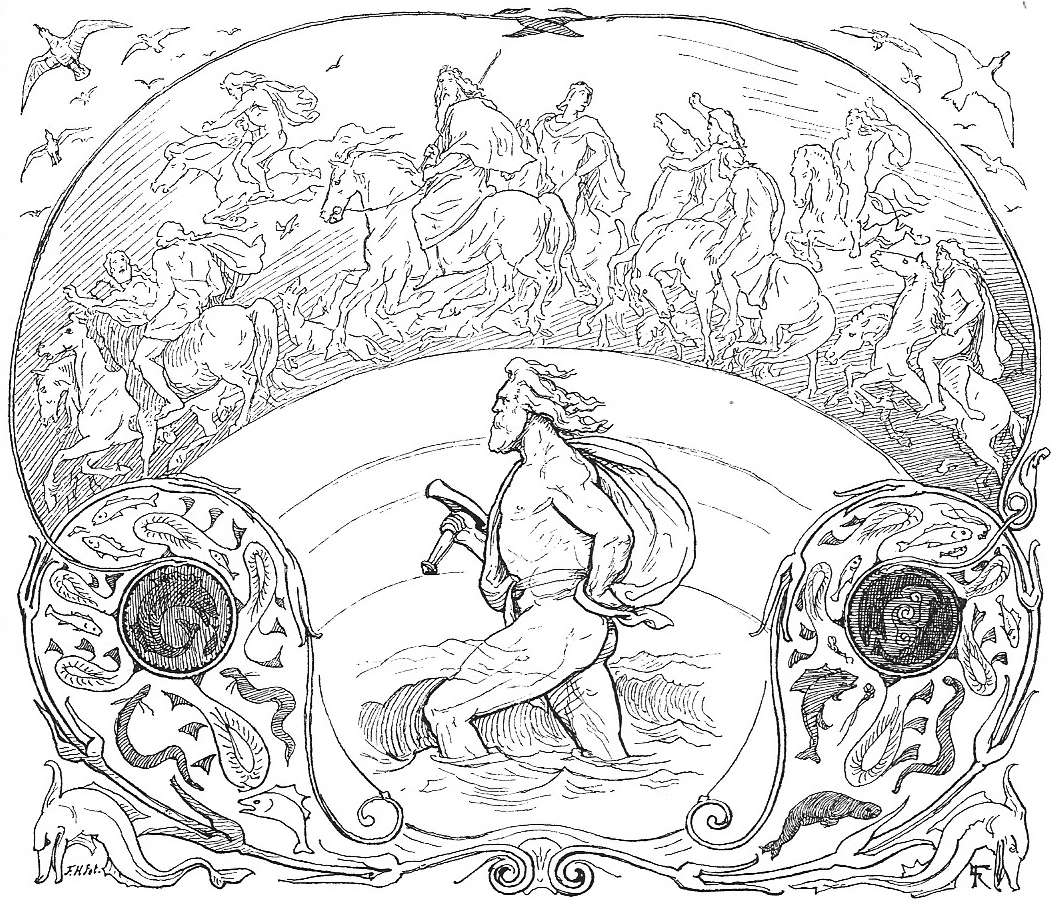
Thor vadea un río mientras los æsir cabalgan sobre el puente Bifröst de Lorenz Frølich (1895).

Kerlaugar (forma plural en nórdico antiguo de kerlaug: "caldera para el baño") son dos ríos por donde vadea el dios Thor. Los ríos aparecen mencionados en el poema Grímnismál, Gylfaginning y Skáldskaparmál.
En Skáldskaparmál, los Kerlaugar se citan entre el listado de ríos de Nafnaþulur.